# Nationalratswahlkreis Luzern-Süd
Der Nationalratswahlkreis Luzern-Süd war ein Wahlkreis bei Wahlen in den Schweizer Nationalrat. Er bestand von 1851 bis 1872 und umfasste den südlichen Teil des Kantons Luzern.

## Wahlverfahren
Hierbei handelte es sich um einen Pluralwahlkreis. Dies bedeutet, dass zwar mehrere Sitze zu verteilen waren, jedoch das Majorzwahlrecht zur Anwendung gelangte. Im Sinne der romanischen Mehrheitswahl benötigte ein Kandidat die absolute Mehrheit der Stimmen, um gewählt zu werden. Zur Verteilung aller Sitze waren unter Umständen mehrere Wahlgänge notwendig. Jeder Wähler hatte so viele Stimmen, wie Sitze zu vergeben waren.

## Bezeichnung und Sitzzahl
Luzern-Süd ist eine inoffizielle geographische Bezeichnung. Im amtlichen Gebrauch üblich war eine über die gesamte Schweiz angewendete fortlaufende Nummerierung, geordnet nach der Reihenfolge der Kantone in der schweizerischen Bundesverfassung. Aufgrund der wechselnden Anzahl im Laufe der Jahre erhielten manche Wahlkreise mehrmals eine neue Nummer. Luzern-Süd trug ab 1851 (erstmalige Anwendung eines einheitlichen Bundesgesetzes) die Nummer 11.
Luzern-Süd standen stets 2 Sitze zur Verfügung.

## Ausdehnung

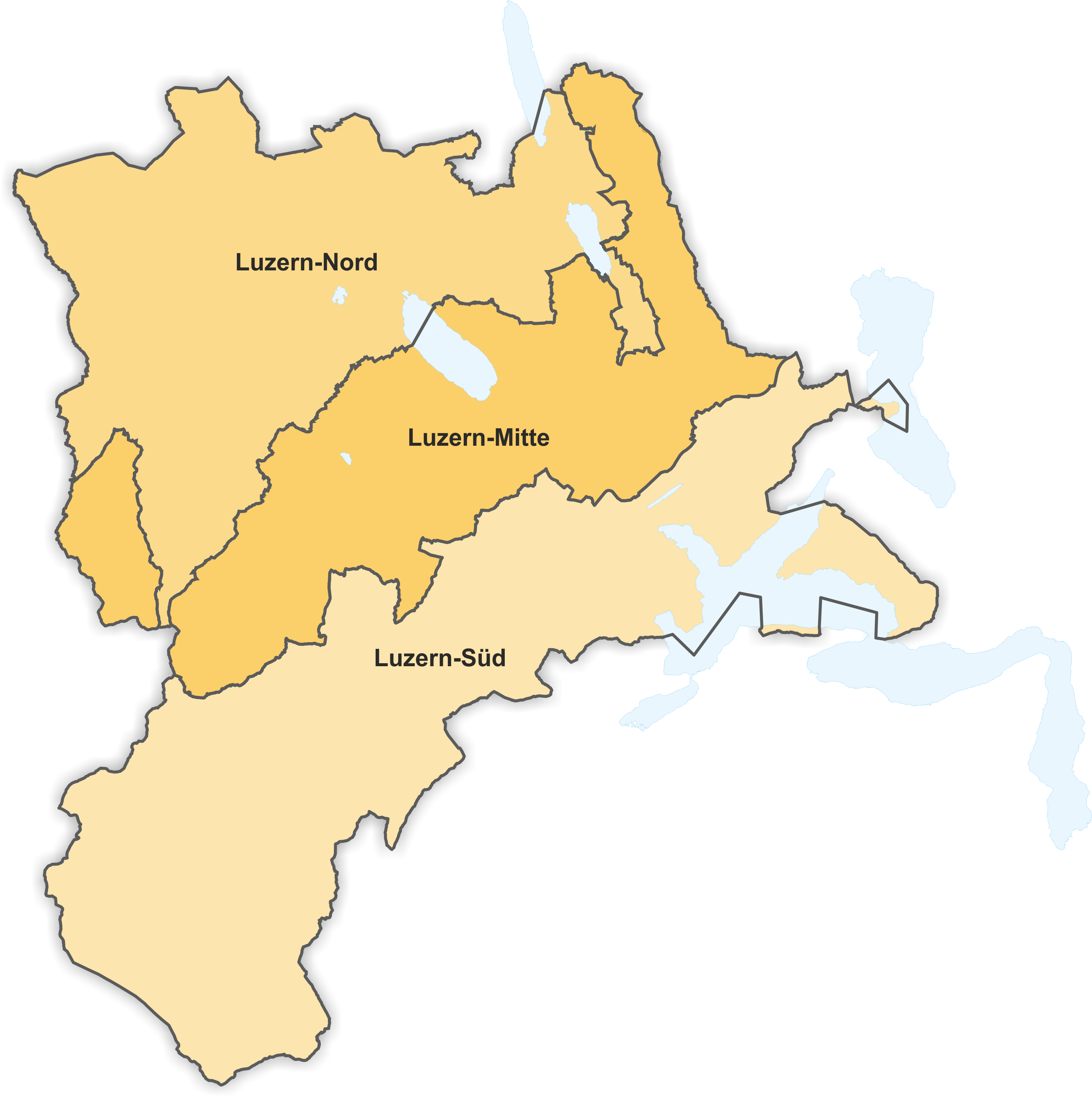
Wahlkreise Kanton Luzern 1851–1872

Das Gebiet des Wahlkreises wurde am 21. Dezember 1850 mit dem «Bundesgesetz betreffend die Wahl der Mitglieder des Nationalrathes» verbindlich festgelegt. Er umfasste:
- im Amt Entlebuch die Gemeinden Entlebuch, Escholzmatt, Hasle, Flühli, Marbach und Schüpfheim
- im Amt Luzern die Gemeinden Adligenswil, Greppen, Horw, Littau, Luzern, Kriens, Malters, Meggen, Schwarzenberg, Udligenswil, Vitznau und Weggis

## Nationalräte
- G = Gesamterneuerungswahl
- E = Ersatzwahl bei Vakanzen
- K = Komplimentswahl eines amtierenden Bundesrates
- B = Ergänzungswahl für einen Bundesrat

| Datum      | Wahl | Gewählte | Gewählte                | Partei |
| ---------- | ---- | -------- | ----------------------- | ------ |
| 26.10.1851 | G    |          | Jakob Kopp              | LM     |
| 26.10.1851 | G    |          | Jakob Robert Steiger    | FL     |
|            |      |          |                         |        |
| 04.07.1852 | E    |          | Vinzenz Huber           | FL     |
|            |      |          |                         |        |
| 29.10.1854 | G    |          | Josef Bucher            | FL     |
| 29.10.1854 | G    |          | Josef Martin Knüsel     | LM     |
|            |      |          |                         |        |
| 28.10.1855 | B    |          | Josef Vonmatt           | FL     |
|            |      |          |                         |        |
| 25.10.1857 | G    |          | Josef Bucher            | FL     |
| 25.10.1857 | G    |          | Josef Martin Knüsel (K) | LM     |
|            |      |          |                         |        |
| 27.12.1857 | B    |          | Josef Vonmatt           | FL     |
|            |      |          |                         |        |
| 28.10.1860 | G    |          | Josef Bucher            | FL     |
| 28.10.1860 | G    |          | Josef Martin Knüsel (K) | LM     |
|            |      |          |                         |        |
| 30.12.1860 | B    |          | Josef Vonmatt           | FL     |
|            |      |          |                         |        |
| 25.10.1863 | G    |          | Josef Martin Knüsel (K) | LM     |
| 25.10.1863 | G    |          | Wilhelm Schindler       | FL     |
|            |      |          |                         |        |
| 10.01.1864 | B    |          | Josef Vonmatt           | FL     |
|            |      |          |                         |        |
| 22.01.1865 | E    |          | Josef Bucher            | FL     |
|            |      |          |                         |        |
| 28.10.1866 | G    |          | Josef Bucher            | FL     |
| 28.10.1866 | G    |          | Josef Martin Knüsel (K) | LM     |
|            |      |          |                         |        |
| 06.01.1867 | B    |          | Josef Vonmatt           | FL     |
|            |      |          |                         |        |
| 31.10.1869 | G    |          | Josef Bucher            | FL     |
| 31.10.1869 | G    |          | Josef Martin Knüsel (K) | LM     |
|            |      |          |                         |        |
| 27.01.1870 | B    |          | Josef Vonmatt           | FL     |

## Quelle
- Erich Gruner: Die Wahlen in den Schweizerischen Nationalrat 1848–1919. Band 3. Francke Verlag, Bern 1978, ISBN 3-7720-1445-3.